# FK Radnik Bijeljina
FK Radnik Bijeljina (serb. cyryl.: Фудбалски клуб Радник Биjeљинa) – bośniacki klub piłkarski, mający siedzibę w mieście Bijeljina w Republice Serbskiej w Bośni i Hercegowinie.

## Historia
Chronologia nazw:
- 1945—1995: FK Radnik Bijeljina
- 1995—1997: FK Panteri Bijeljina
- 1997—...: FK Radnik Bijeljina

Klub został założony 14 czerwca 1945 roku jako FK Radnik Bijeljina. Nazwa Radnik oznacza pracownik. Nie długo trzeba było czekać na pierwszy trofeum. Już w 1948 roku klub został mistrzem rejonu Tuzla pokonując w finale FK Sloboda Tuzla. Rok później dotarł do 1/16 finału Pucharu Jugosławii. W 1957 zespół debiutował w lidze regionalnej (strefa Nowy Sad / Śrem). W sezonie 1971/72 zdobył mistrzostwo regionalnej ligi Republiki Bośni i Hercegowiny i w barażach o miejsce w drugiej lidze jugosłowiańskiej pokonał FK Sloga Vukovar 4-0 i 8-0. W debiutowym sezonie 1972/73 zajął 14. miejsce w grupie północnej drugiej ligi i spadł do ligi regionalnej. W 1977 powrócił do drugiej ligi, ale w sezonie 1978/79 zajął 13. miejsce w grupie zachodniej i spadł do ligi regionalnej. W 1982 po raz trzeci powrócił do drugiej ligi i tym razem utrzymał się w niej do sezonu 1984/85, w którym zajął przedostatnie 17. miejsce. Po zakończeniu sezonu 1987/88 był o krok do kolejnego powrotu, ale nie pokonał w barażach NK Koper. Innym wielkim osiągnięciem klubu było wygranie przez juniorski zespół Pucharu Bośni i Hercegowiny w 1987 roku. W półfinale pokonał Velež Mostar w Mostarze 5-2, a w finale FK Polet Bosanski Brod w rzutach karnych.
Po rozpadzie Jugosławii klub uczestniczył w mistrzostwach Republiki Serbskiej. W latach 1995–1997 klub nazywał się FK Panteri Bijeljina, ale potem powrócił do historycznej nazwy. Swój pierwszy tytuł mistrza Republiki Serbskiej klub zdobył w sezonie 1998/99, a drugi w sezonie 2004/05, po czym klub awansował do nowo utworzonej Premijer ligi Bośni i Hercegowiny. Po zakończeniu sezonu 2006/07 spadł z Premijer liga. Pod przewodnictwem trenera Darko Nestorovicia w sezonie 2011/12 klub po raz kolejny zdobył tytuł mistrza w pierwszej lidze Republiki Serbskiej i zdobył awans do Premijer ligi.

## Trofea krajowe
Bośnia i Hercegowina
| \| \| Zdobyte trofea w rozgrywkach Bośni i Hercegowiny (stan na: 31-05-2012) \| |                                                                        |      |            |
| Rozgrywki                                                                       | Osiągnięcie                                                            | Razy | Sezon(y)   |
| Mistrzostwo                                                                     | I miejsce                                                              | 0    |            |
| Mistrzostwo                                                                     | II miejsce                                                             | 0    |            |
| Mistrzostwo                                                                     | III miejsce                                                            | 0    |            |
| Mistrzostwo                                                                     | 13. miejsce                                                            | 1    | 2006       |
| Puchar                                                                          | zdobywca                                                               | 0    |            |
| Puchar                                                                          | finalista                                                              | 0    |            |
| Puchar                                                                          | 1/4 finału                                                             | 2    | 2005, 2009 |
| II liga                                                                         | I miejsce                                                              | 2    | 1999, 2005 |
| II liga                                                                         | II miejsce                                                             | 2    | 2010, 2012 |
| II liga                                                                         | III miejsce                                                            | 2    | 2009, 2011 |
| Bośnia i Hercegowina                                                            | Zdobyte trofea w rozgrywkach Bośni i Hercegowiny (stan na: 31-05-2012) |      |            |

- Puchar Republiki Serbskiej:
  - zdobywca (1): 2010
  - finalista (3): 2007, 2009, 2011

Jugosławia
| \| \| Zdobyte trofea w rozgrywkach Jugosławii (stan na: 31-05-1992) \| |                                                               |      |          |
| Rozgrywki                                                              | Osiągnięcie                                                   | Razy | Sezon(y) |
| Mistrzostwo                                                            | I miejsce                                                     | 0    |          |
| Mistrzostwo                                                            | II miejsce                                                    | 0    |          |
| Mistrzostwo                                                            | III miejsce                                                   | 0    |          |
| Puchar                                                                 | zdobywca                                                      | 0    |          |
| Puchar                                                                 | finalista                                                     | 0    |          |
| Puchar                                                                 | 1/16 finału                                                   | 1    | 1949     |
| II liga                                                                | I miejsce                                                     | 0    |          |
| II liga                                                                | II miejsce                                                    | 0    |          |
| II liga                                                                | III miejsce                                                   | 0    |          |
| II liga                                                                | 10. miejsce                                                   | 1    | 1978     |
|                                                                        | Zdobyte trofea w rozgrywkach Jugosławii (stan na: 31-05-1992) |      |          |

## Europejskie puchary
Legenda do wszystkich tabel:
- Q – runda eliminacyjna, 1/16, 1/8, 1/4, 1/2 – odpowiednia faza rozgrywek, Grupa – runda grupowa, 1r gr – pierwsza runda grupowa, 2r gr – druga runda grupowa, F – finał, R – runda, PO – play-off
- k. – rzuty karne, los. – losowanie, Dogr. – dogrywka, w. – zasada bramek strzelonych na wyjeździe

| Sezon   | Rozgrywki   | Runda | Przeciwnik         | Dom | Wyjazd | Ogólnie     |
| ------- | ----------- | ----- | ------------------ | --- | ------ | ----------- |
| 2016/17 | Liga Europy | 1Q    | Beroe Stara Zagora | 0–2 | 0–0    | 0–2         |
| 2019/20 | Liga Europy | 1Q    | Spartak Trnawa     | 2–0 | 0–2    | 2–2, k: 2–3 |

## Stadion
Klub rozgrywa swoje mecze domowe na stadionie Gradskim w Bijeljinie, który może pomieścić 6,000 widzów.